# Rosiglitazona
Rosiglitazona (maleato) é um fármaco da classe dos antidiabéticos.  Teve sua venda proibida na Europa pela EMEA e nos Estados Unidos a venda foi restrita, pelos riscos cardiovasculares que apresenta. No Brasil a Anvisa determinou a retirada do medicamento das farmácias e drogarias, cancelando seu registro em 29 de setembro de 2010.

## Indicações
- Diabetes mellitus tipo 2, em associação à atividades físicas e dieta
- Controle da glicêmico, em combinação com outros antidiabéticos.

## Mecanismo de ação
O fármaco pertence a classe química das tiazolidinedionas. Provoca redução dos níveis de glicose circulante e torna as células (hepática, muscular e adiposas) mais sensíveis a insulina Atua nos receptores da insulina e também reduz a gliconeogênese hepática.

## Contra-indicações
- Insuficiência cardíaca
- Insuficiência hepática
- Cetoacidose diabética

## Uso na gravidez e lactação
Na gravidez foi detectado que o fármaco possui risco de toxicidade para o feto. Em testes com animais, foram encontrados concentrações de rosiglitazona no leite.